# Egid von Rüding

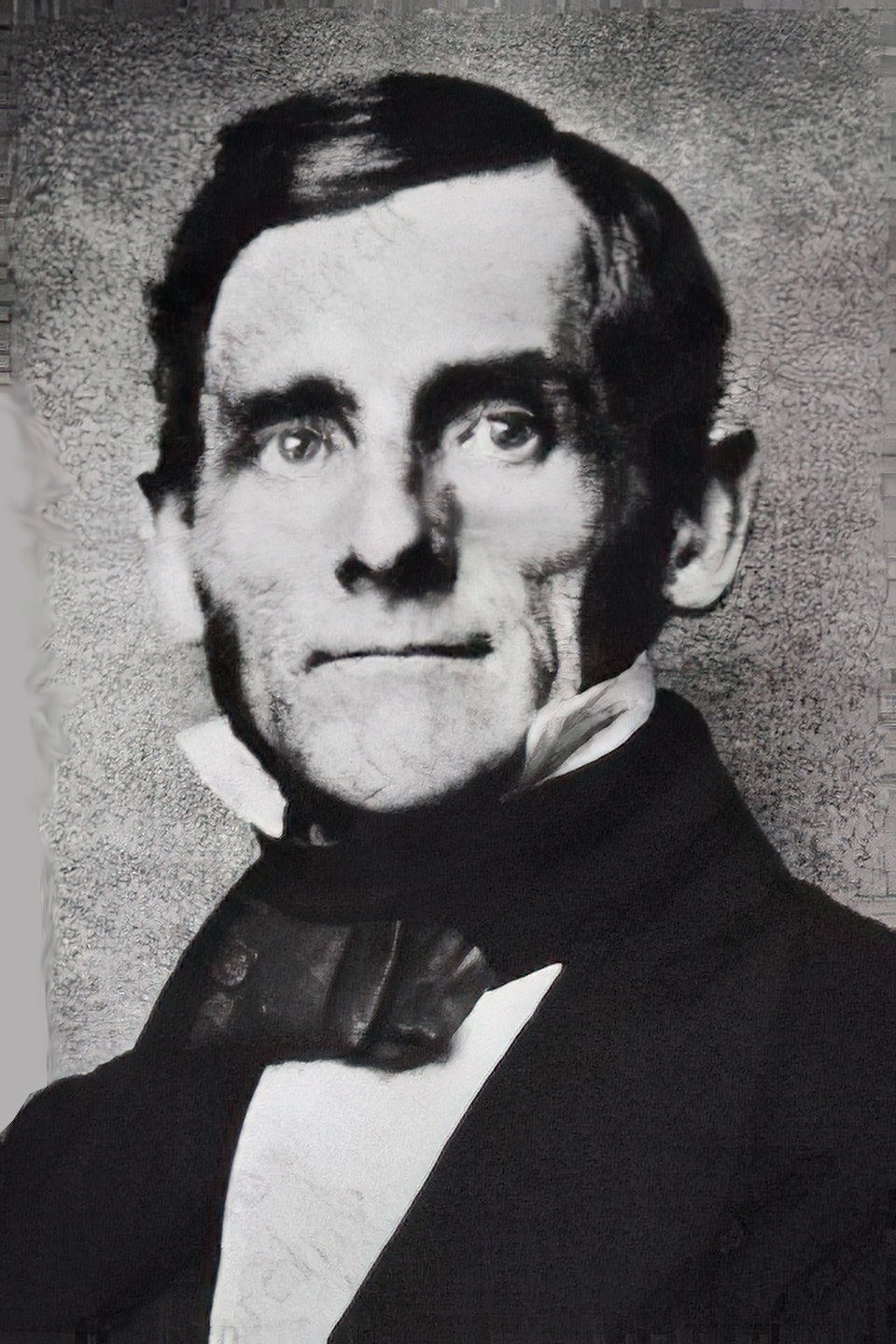
Egid von Rüding

Egid Joseph Carl von Rüding (* 23. Juli 1814 in Gernsheim; † 7. August 1867 in Bensheim) war Kreisrat in einer Reihe von Kreisen des Großherzogtums Hessen.

## Familie
Seine Eltern waren der großherzoglich-hessische Geheime Regierungsrat Joseph von Rüding und Therese, geborene von Gülich (1775–1857). Die Familie war römisch-katholisch.
Egid von Rüding heiratete 1862 Elisabeth von Tiedemann (1836–1913). Sie war die Tochter des Majors Friedrich Wilhelm von Tiedemann (1789–1880) und von Rudolfine (1809–1886), geborene Pape, und evangelisch.

## Karriere
Egid von Rüding war zunächst Akzessist am Gericht in Büdingen. 1844 wechselte er vom Justizdienst in die Verwaltung, wurde Sekretär des Kreises Büdingen und wechselte in gleicher Funktion 1847 zum Kreis Dieburg. Im Zuge der Revolution von 1848 im Großherzogtum Hessen wurden die Kreise aufgelöst und durch größere Regierungsbezirke ersetzt. An deren Spitze standen als „Regierungskommission“ bezeichnete kollektive Führungsgremien. Egid von Rüding wurde Mitglied der Regierungskommission des Regierungsbezirks Heppenheim. In der auf die Revolution folgenden Reaktionsära wurden die Regierungsbezirke aufgelöst und die alte Struktur mit Kreisen und Provinzen wieder hergestellt. Egid von Rüding wurde Assessor und kommissarisch mit der Verwaltung des neu gebildeten Kreises Vilbel beauftragt. 1854 wechselte er als Kreisrat zum Kreis Dieburg, 1858 in gleicher Funktion zum Kreis Heppenheim und 1863 erneut, diesmal zum Kreis Bensheim. Hier verstarb er 1867 im Amt.